# Loch Rannoch
Loch Rannoch (Nederlands: meer van de varens) is een groot zoetwatermeer (loch) in Perth and Kinross, Schotland.
Het meer is meer dan 15 km lang in de oost-westrichting met een gemiddelde breedte van ongeveer 1 km. De Tummel is de rivier die aan de oostzijde ontspringt. Het park Tay Forest ligt langs de zuidelijke oever van het meer. Rannoch Moor bevindt zich aan de westzijde. Het maakte vroeger deel uit van het Caledonisch woud dat zich over een groot deel van Noord-Schotland uitstrekte.
Het meer en de omgeving heeft veel te lijden van ontbossing en de aanplanting van uitheemse soorten. Op korte afstand, in westelijke richting, ligt Rannoch Moor, een stuk authentieke Schotse wildernis. Ten zuiden van het meer ligt de imposante heuvel Schiehallion.

## Eilean nam Faoileag
Aan de westelijke zijde ligt Eilean nam Faoileag (eiland van de meeuw), een crannog uit steen, amper 170 m² groot. De stenen rusten op houten balken die volgens onderzoek 12e-eeuws zijn. Omdat het niveau van Loch Rannoch sinds 1980 met bijna 2 m is gestegen, ligt het grootste deel onder water. Het werd gebruikt als schuilplaats en als gevangenis en is met een stenen pad verbonden met de oever. Het pad ligt ongeveer 80 cm onder de waterspiegel en is dus niet zichtbaar. Het eilandje speelde een rol in de geschiedenis van clans waaronder de clan MacDougall of Lorne en van Robert the Bruce.
Het torentje dat er anno 2011 te zien is, zou een 19e-eeuwse reconstructie zijn van een kleine gevangenis, een folly van ene baron Granbley. Het staat vast dat het eilandje was bewoond vanaf de 15e tot het midden van de 17e eeuw.

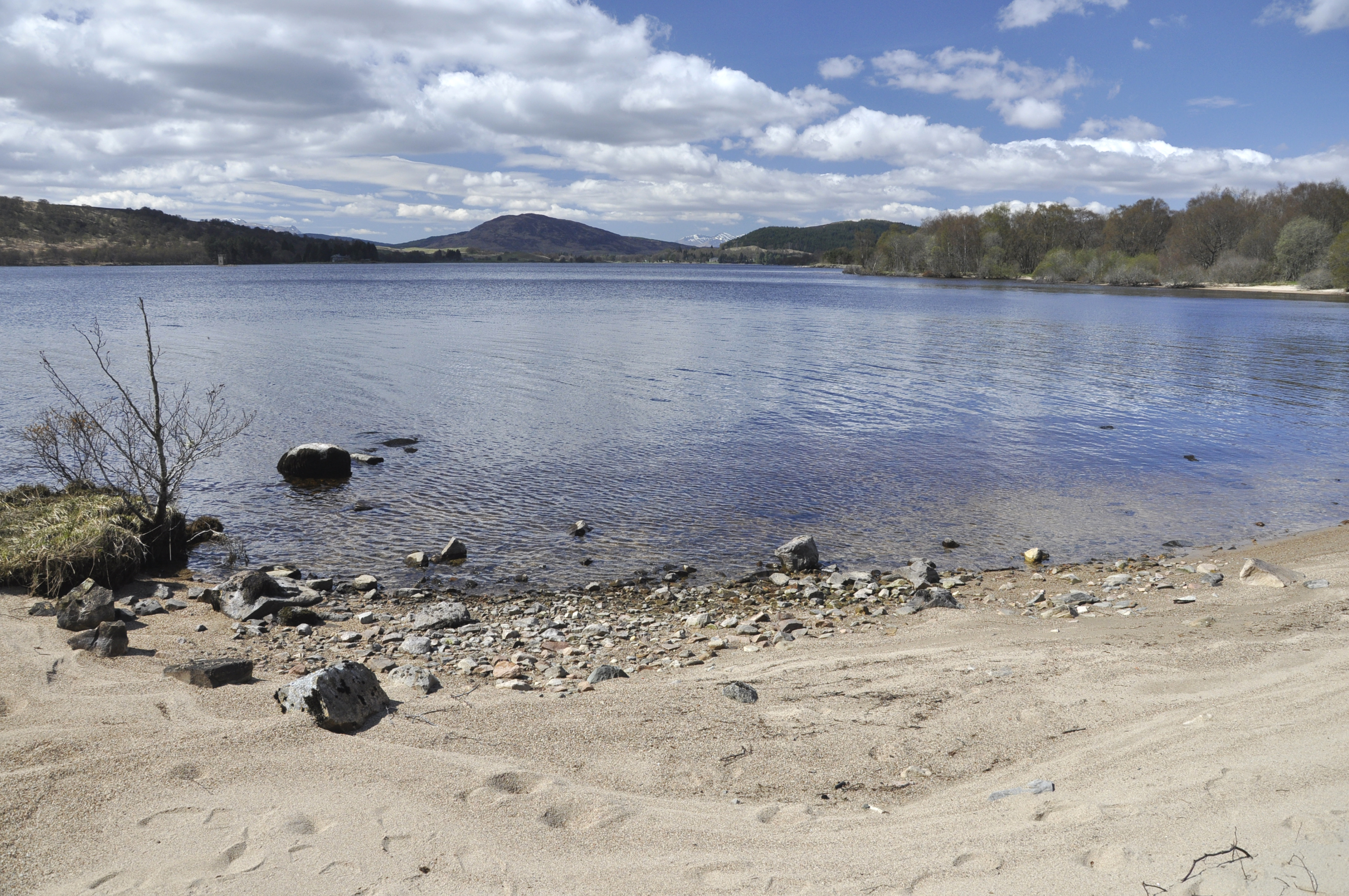
Loch Rannoch in westelijke richting
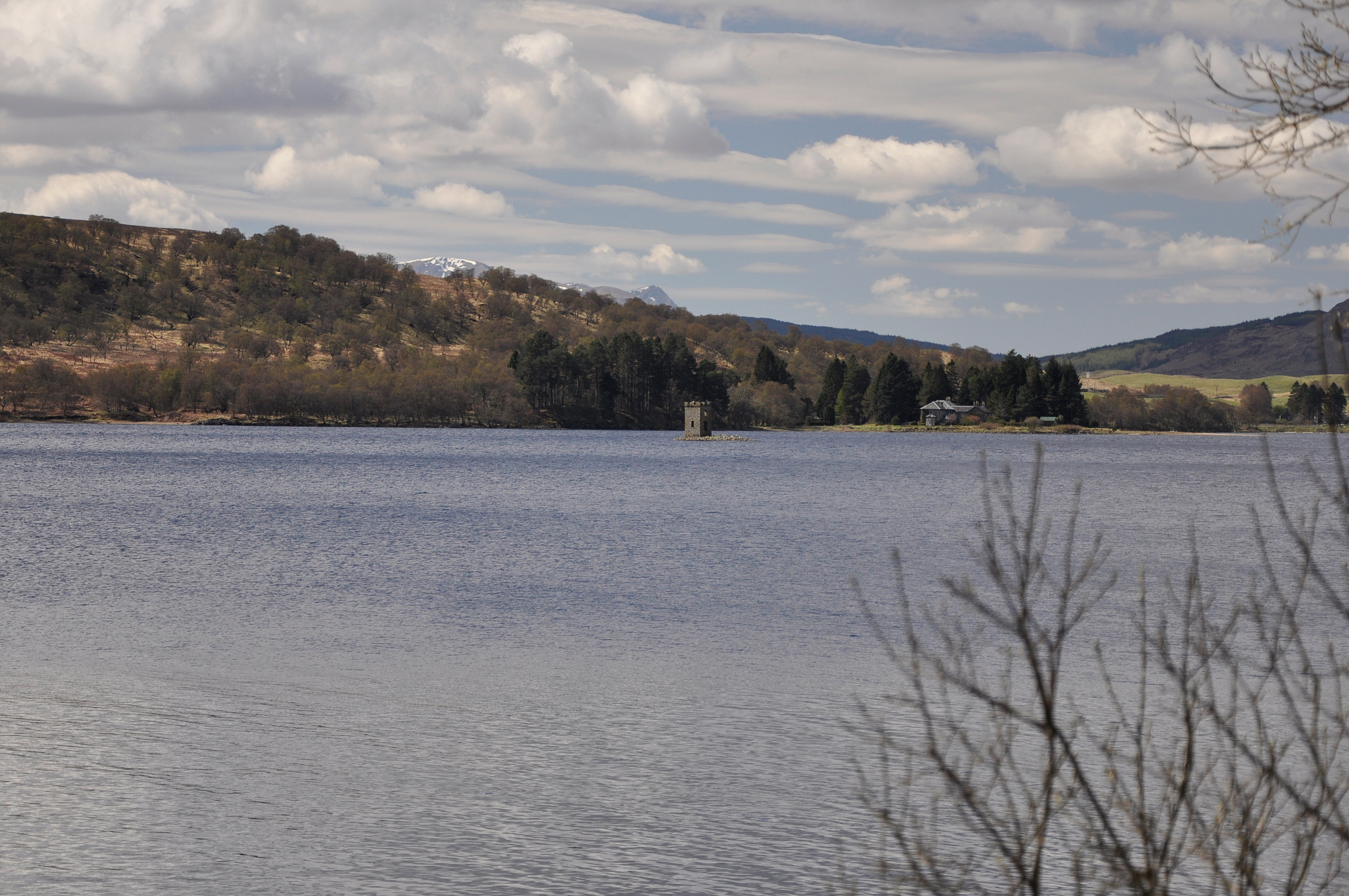
Eilean nam Faoileag en zijn folly